# Giẻ cùi mỏ vàng
Giẻ cùi mỏ vàng (danh pháp hai phần: Urocissa flavirostris) là một loài chim thuộc họ Quạ (Corvidae).. Chúng tạo thành một siêu loài với giẻ cùi xanh Đài Loan và giẻ cùi. Phạm vi phân bố khắp phía bắc tiểu lục địa Ấn Độ bao gồm hạ Hymalaya, với quần thể dứt đoạn ở Việt Nam.